# Wurmbrand (Gemeinde Groß Gerungs)
Wurmbrand ist eine Ortschaft und eine Katastralgemeinde der Stadtgemeinde Groß Gerungs im Bezirk Zwettl in Niederösterreich.

## Geschichte
Laut Adressbuch von Österreich waren im Jahr 1938 in der Ortsgemeinde Wurmbrand ein Bäcker, zwei Gastwirte, zwei Gemischtwarenhändler, ein Müller mit Sägewerk, ein Schmied, zwei Schneider und zwei Schneiderinnen, zwei Schuster, ein Tischler, ein Viehhändler und ein Wagner ansässig.

### Siedlungsentwicklung
Zum Jahreswechsel 1979/1980 befanden sich in der Katastralgemeinde Wurmbrand insgesamt 63 Bauflächen mit 24.581 m² und 53 Gärten auf 34.778 m², 1989/1990 gab es 63 Bauflächen. 1999/2000 war die Zahl der Bauflächen auf 208 angewachsen und 2009/2010 bestanden 116 Gebäude auf 207 Bauflächen.

## Kultur und Sehenswürdigkeiten

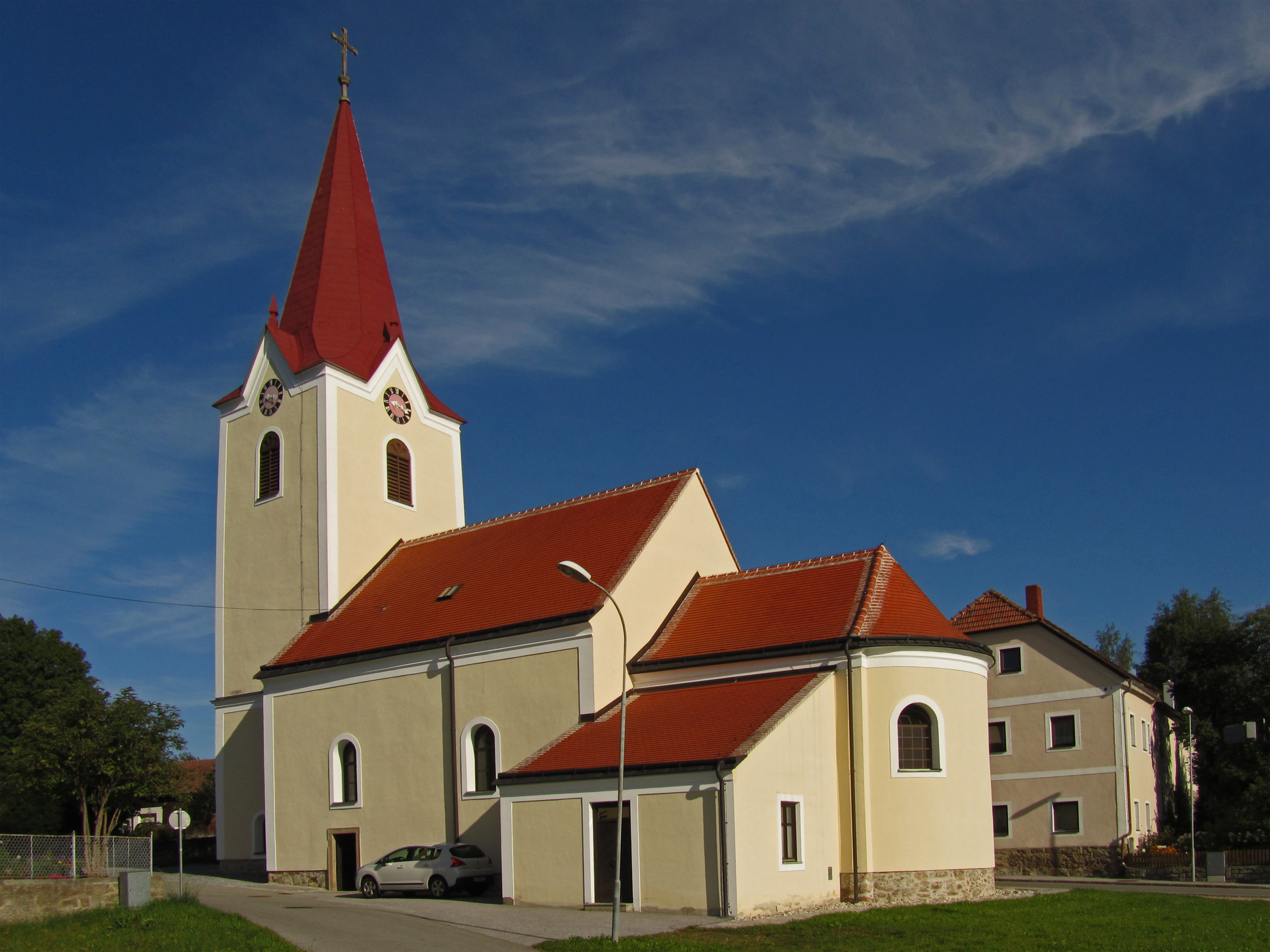
Pfarrkirche Wurmbrand

- Katholische Pfarrkirche Wurmbrand hl. Pankratius

## Wirtschaft und Infrastruktur

### Bodennutzung
Die Katastralgemeinde ist landwirtschaftlich geprägt. 261 Hektar wurden zum Jahreswechsel 1979/1980 landwirtschaftlich genutzt und 92 Hektar waren forstwirtschaftlich geführte Waldflächen. 1999/2000 wurde auf 244 Hektar Landwirtschaft betrieben und 108 Hektar waren als forstwirtschaftlich genutzte Flächen ausgewiesen. Ende 2018 waren 230 Hektar als landwirtschaftliche Flächen genutzt und Forstwirtschaft wurde auf 110 Hektar betrieben. Die durchschnittliche Bodenklimazahl von Wurmbrand beträgt 19,8 (Stand 2010).

## Persönlichkeiten
- Robert Wuku  (1853–1911), Geistlicher, Theologe und Autor, war hier Pfarrer